# Grand Prix automobile de Belgique 1982
Résultats du Grand Prix de Belgique de 1982 qui s'est tenu sur le circuit de Zolder le 9 mai.
L'épreuve est marquée par le décès le samedi du pilote Gilles Villeneuve. Il percute violemment la March de Jochen Mass au ralenti alors qu'il tente de battre le temps de son coéquipier Didier Pironi aux essais qualificatifs. Sa Ferrari part en tonneaux, le pilote canadien en est éjecté et meurt sur le coup.

## Classement
| Pos.  | No | Pilote             | Écurie          | Tours | Temps/Abandon                      | Grille | Points |
| ----- | -- | ------------------ | --------------- | ----- | ---------------------------------- | ------ | ------ |
| 1     | 7  | John Watson        | McLaren-Ford    | 70    | 1 h 35 min 41 s 995 (187,047 km/h) | 10     | 9      |
| 2     | 6  | Keke Rosberg       | Williams-Ford   | 70    | + 7 s 268                          | 3      | 6      |
| Dsq.  | 8  | Niki Lauda         | McLaren-Ford    | 70    | Disqualifié                        | 4      |        |
| 3     | 25 | Eddie Cheever      | Ligier-Matra    | 69    | + 1 tour                           | 14     | 4      |
| 4     | 11 | Elio De Angelis    | Lotus-Ford      | 68    | + 2 tours                          | 11     | 3      |
| 5     | 1  | Nelson Piquet      | Brabham-BMW     | 67    | + 3 tours                          | 8      | 2      |
| 6     | 20 | Chico Serra        | Fittipaldi-Ford | 67    | + 3 tours                          | 23     | 1      |
| 7     | 29 | Marc Surer         | Arrows-Ford     | 66    | + 4 tours                          | 22     |        |
| 8     | 18 | Raul Boesel        | March-Ford      | 66    | + 4 tours                          | 24     |        |
| 9     | 26 | Jacques Laffite    | Ligier-Matra    | 66    | + 4 tours                          | 17     |        |
| Abd.  | 5  | Derek Daly         | Williams-Ford   | 60    | Accident                           | 13     |        |
| Abd.  | 17 | Jochen Mass        | March-Ford      | 60    | Moteur                             | 25     |        |
| Abd.  | 15 | Alain Prost        | Renault         | 59    | Sortie de piste                    | 1      |        |
| Abd.  | 2  | Riccardo Patrese   | Brabham-BMW     | 52    | Sortie de piste                    | 9      |        |
| Nc.   | 30 | Mauro Baldi        | Arrows-Ford     | 51    | Non classé                         | 26     |        |
| Abd.  | 31 | Jean-Pierre Jarier | Osella-Ford     | 37    | Aileron cassé                      | 16     |        |
| Abd.  | 22 | Andrea De Cesaris  | Alfa Romeo      | 34    | Boîte de vitesses                  | 6      |        |
| Abd.  | 4  | Brian Henton       | Tyrrell-Ford    | 33    | Moteur                             | 20     |        |
| Abd.  | 3  | Michele Alboreto   | Tyrrell-Ford    | 29    | Moteur                             | 5      |        |
| Abd.  | 35 | Derek Warwick      | Toleman-Hart    | 29    | Transmission                       | 19     |        |
| Abd.  | 36 | Teo Fabi           | Toleman-Hart    | 13    | Freins                             | 21     |        |
| Abd.  | 12 | Nigel Mansell      | Lotus-Ford      | 9     | Embrayage                          | 7      |        |
| Abd.  | 16 | René Arnoux        | Renault         | 7     | Turbo                              | 2      |        |
| Abd.  | 9  | Manfred Winkelhock | ATS-Ford        | 0     | Embrayage                          | 12     |        |
| Abd.  | 23 | Bruno Giacomelli   | Alfa Romeo      | 0     | Collision                          | 15     |        |
| Abd.  | 10 | Eliseo Salazar     | ATS-Ford        | 0     | Collision                          | 18     |        |
| Forf. | 28 | Didier Pironi      | Ferrari         |       | Retrait volontaire                 |        |        |
| Np.   | 27 | Gilles Villeneuve  | Ferrari         |       | Accident mortel                    |        |        |
| Nq.   | 14 | Roberto Guerrero   | Ensign-Ford     |       | Non qualifié                       |        |        |
| Nq.   | 33 | Jan Lammers        | Theodore-Ford   |       | Non qualifié                       |        |        |
| Npq.  | 32 | Riccardo Paletti   | Osella-Ford     |       | Non préqualifié                    |        |        |
| Npq.  | 19 | Emilio de Villota  | March-Ford      |       | Non préqualifié                    |        |        |

## Pole position et record du tour
- Pole position : Alain Prost en 1 min 15 s 701 (vitesse moyenne : 202,682 km/h).
- Meilleur tour en course : John Watson en 1 min 20 s 214 au 67e tour (vitesse moyenne : 191,278 km/h).

## Tours en tête
- René Arnoux : 6 (1-6)
- Keke Rosberg : 63 (7-69)
- John Watson : 1 (70)

## À noter
- 3e victoire pour John Watson.
- 27e victoire pour McLaren en tant que constructeur.
- 146e victoire pour Ford-Cosworth en tant que motoriste.
- 1er podium pour Eddie Cheever.
- 100e Grand Prix pour Jochen Mass.
- 50e Grand Prix pour ATS en tant que constructeur.
- À la suite de l'accident mortel de son coéquipier canadien Gilles Villeneuve, le second pilote de la Scuderia Ferrari, Didier Pironi, a, en signe de deuil, déclaré forfait pour cette course.
- Niki Lauda troisième sous le drapeau à damiers est disqualifié car sa monoplace avait un poids non réglementaire.